# 오노촌 (후쿠오카현)
오노촌(小野村)은 후쿠오카현 가스야군에 설치되었던 촌이다. 1955년 4월 1일 오노촌 및 고가정, 아오야기촌 등 3개 정·촌이 합병, 새로운 고가정이 설치되고 폐지되었다.